# Drymus brunneus
Drymus brunneus är en insektsart som först beskrevs av R. F. Sahlberg 1848.  Drymus brunneus ingår i släktet Drymus, och familjen fröskinnbaggar. Arten är reproducerande i Sverige.

## Bildgalleri

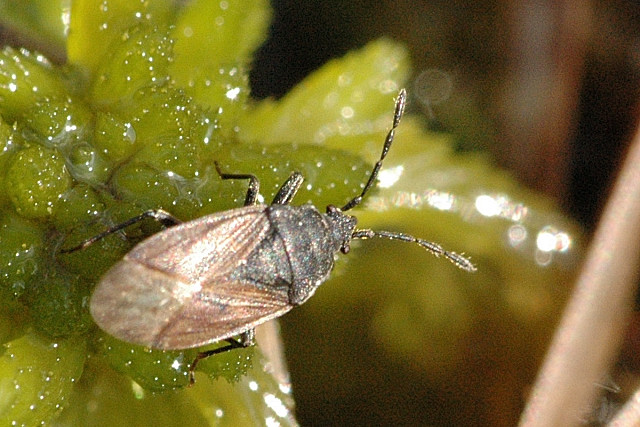